# القلب القرمزي
القلب القرمزي هو مسلسل صيني من بطولة ليو شيشي، نيكي وو، كيفن تشنغ، يوان هونغ ولين جينغزين.عرض المسلسل في 10 سبتمبر 2011 وحقق نجاح كبير في الصين وآسيا.

## روابط خارجية
القلب القرمزي على موقع IMDb (الإنجليزية)
- القلب القرمزي على موقع كينوبويسك (الروسية)
- القلب القرمزي على موقع قاعدة بيانات الفيلم (الإنجليزية)